# Хотичі
Хотичі (пол. Chotycze, Хотиче) — село в Польщі, у гміні Лосиці Лосицького повіту Мазовецького воєводства. Населення — 378 осіб (2011).

## Історія
1588 року вперше згадується православна церква в селі.
За даними етнографічної експедиції 1869—1870 років під керівництвом Павла Чубинського, у селі переважно проживали греко-католики, які розмовляли українською мовою. 1872 року місцева греко-католицька парафія налічувала 1630 вірян.
Під час Другої світової війни німецькі солдати стратили 28 українських селян.
У 1975—1998 роках село належало до Білопідляського воєводства.

## Населення
Демографічна структура станом на 31 березня 2011 року:
|          | Загалом | Допрацездатний вік | Працездатний вік | Постпрацездатний вік |
| -------- | ------- | ------------------ | ---------------- | -------------------- |
| Чоловіки | 197     | 38                 | 147              | 12                   |
| Жінки    | 181     | 36                 | 109              | 36                   |
| Разом    | 378     | 74                 | 256              | 48                   |